# A kiátkozott
A kiátkozott (alcíme: zenés történelmi játék IV. (Kun) László királyról) egy 1997-ben bemutatott magyar magyar zenés történelmi játék, melynek zeneszerzője Szörényi Levente, dalszövegírója Bródy János. A mű Szentmihályi Szabó Péter 1986-ban megjelent Édua és Kun László című történelmi regényén alapul. Ősbemutatója a Szegedi Szabadtéri Játékokon történt, 1997. augusztus 21-én. Egy hónappal később, szeptember 26-án a Nemzeti Színházban is műsorra tűzték, egy évvel később pedig ismét a Szegedi Szabadtéri Játékok repertoárjában szerepelt.

## Cselekmény
A mű IV. Béla unokájának, a 28 éves korában meggyilkolt IV. (Kun) László királynak az életét meséli el.
|  | Alább a cselekmény részletei következnek! |

### I. rész
A történelmi dráma időjátékkal kezdődik: a tragikus sorsú és emlékezetű király halála már bekövetkezett. Ravatalon fekszik Kun László, akit kedvese, Édua fájdalommal gyászol és hogy mihamarabb követhesse, öngyilkos lesz.
A történet elején, 1272-ben V. István – László apja – halála után mind nagyobb a bárók uralma, a feudális anarchia. Kun László anyja, Erzsébet, régensként kormányozza az országot a kiskorú László helyett. Származása folytán a kunokkal próbálja ellensúlyozni a bárók uralmát. Az ország javain osztozkodó főurak közt véres veszekedés tör ki, Erzsébet nem tudja megakadályozni a vérontást. A fiatal Lászlót értelme az udvar, szíve a kunok felé húzza.
Fülöp, pápai legátus követeli, hogy László léptesse életbe a kunokat megrendszabályozó törvényt. Erzsébet királyné biztosítja a legátust az Egyház javainak sérthetetlenségéről. Megkoronázzák Lászlót, és bemutatják neki jegyesét, nápolyi Izabellát. A kezdeti idegenkedés ellenére még mindketten reménykednek, frigyük gyümölcsöző lesz. Erzsébet hálát ad Istennek, hogy bevégezte művét: kun vérből adatott magyar király. A pápai legátus követelte hadjárat után a megalázott kun vezérek nem fogadják el László békejobbját. Törzsfőjük Csört úr, kedves leányát, Éduát küldi udvari szolgálatra békeszándéka zálogául.

### II. rész
László első látásra beleszeret Éduába, s ezt felesége, Izabella is megérzi, aki féltékenységével és veszekedésével valósággal kiprovokálja a szakítást. A király az apácákhoz küldi, a Nyulak szigetére.
László király immár egyedül próbál uralkodni, de tekintélye mélypontján van, a nagyurak lenéző közönnyel bánnak vele. Kézai Simon biztatja, hogy Atilla utódaként kell helyt állnia, aki később lázálmában megjelenik a királynak.
A király betegágya mellett hiába gyülekeznek orvosok és papok – tehetetlenek. Az ájult Lászlót nem téríti magához Boldog Margit kendője sem. Kézai kétségbeesésében Éduáért küld, tőle remélve a gyógyítást, hiszen ismeri László iránta érzett vonzalmát. A kun leány kérése, hogy hagyják magára a királlyal, nagy felháborodást vált ki – végül engedik, hogy megkísértse a lehetetlent. Megváltó csókja életre kelti Lászlót.
Édua szerelme életerőt ad Lászlónak, a kun leány azonban engedélyt kér a királytól az udvar elhagyására, mert nem szeretné jelenlétével megnehezíteni László uralkodását.
László Rákos mezején országgyűlést tart – igazságos kormányzást hirdet meg, magyarok és kunok közti békét. Izabella is megbocsát, dicséri László bölcsességét, hiszen kunok és magyarok elégedetten távoztak: óvatosan, alkudozva kell a királyi hatalmat gyarapítani. Izabella azonban felrója Lászlónak Éduát, s ez csakhamar újabb szakításhoz vezet közöttük.
A király fél, hogy ígéreteit nem fogja tudni valóra váltani, de Kézai Simon azzal vigasztalja a királyt, hogy az is országépítés, ha megtartja azt, ami még az övé.

### III. rész
Csört úr váratlanul meghal. A türelmetlen, ifjú vezérek Lászlótól azt várják, hogy valamelyiküket elfogadja utódjául. A király ezt ellenzi. Éduával, aki közben eltávozott az udvarból, újra egymásra találnak.
Fülöp, pápai legátus ismét Budára érkezik, és zsinatot hív össze a király viselt dolgai miatt. Váratlanul kihirdeti a pápai bullát, amely őt teljhatalommal ruházza fel Magyarországon. A király tiltakozik az eljárás ellen, s őrizetbe véteti Fülöpöt, az udvar nagy megdöbbenésére.
Kézai kárhoztatja a nyílt szakítást, Lászlót emlékezteti Szent István példájára, aki sosem szállt szembe a római egyházzal. A király kifakad: egyszer már színt kell vallania, s ha magyar királyként akar dönteni, nem a pápai követ fenyegetéseire óhajt figyelni. Amikor magára marad, látomásában ezúttal Szent István jelenik meg.
A látomást lárma szakítja félbe: Máté nádor érkezik katonákkal, s őrizetbe veszik a királyt, hogy a főurak tárgyalásba kezdhessenek a papsággal Fülöp szabadon bocsátásáról.
Csák Máté nádor a trónteremben Erzsébettel, az anyakirálynéval tárgyal. Máté azt ajánlja neki, vegye vissza a koronát László fiától, de Erzsébet erre nem hajlandó.
Izabella sem hajlandó tanúsítani, hogy férje jó keresztény, és kun szeretője csak mendemonda. László és Fülöp találkozója nem úgy sikerül, ahogyan a nádor eltervezi, Fülöp kimondja László király fejére a nagy átkot.
László kiátkozott lesz, bárki büntetlenül megölheti. Kézai igyekszik lelket önteni királyába, de érzi, hogy rövidesen véget ér krónikája.
László a kunokhoz menekül, akik Kőrösszeg vára alatt táboroznak, várva a királyi parancsra, hogy végre megindulhassanak a magyarok ellen. László hajlana arra, hogy elindítsa a hadat, de Kézai Simon lebeszéli erről a végzetes tervről. A király a béke mellett dönt, s ezzel aláírja saját halálos ítéletét. A csalódott kunok felkoncolják.
A történet visszatér az induló képhez: a halott Édua lelke követi szerelmesét.
|  | Itt a vége a cselekmény részletezésének! |

## A mű keletkezése
A mű ötlete Szörényi Levente fejéből pattant ki, akinek megtetszett Szentmihályi Szabó Péter munkája, az Édua és Kun László. Az Attila – Isten kardja című rockopera bemutatója előtt érdeklődött a téma megvalósítása felé. Ezt követően Sárdi Mihály dramaturggal közösen készítette el a forgatókönyvet. 1996 decemberében kereste fel Szentmihályi Szabó Pétert, hogy 1997 január közepére kell megírnia a regény alapján a drámát. Ez után kezdett el a szerzőpáros a zenén dolgozni.

## Közreműködők

### Szereplők

#### Az 1997-es ősbemutató szereposztása
Ez a szereplőgárda lépett fel a Szegedi Szabadtéri Játékok Színpadán 1997. augusztus 21-én:
- IV. (Kun) László király: Tóth Sándor
- Kun Erzsébet királyné: Császár Angela
- Édua: Pápai Erika
- Kézai Simon: Dörner György
- Fülöp, pápai legátus: Sörös Sándor
- Csák Máté nádor: Huszár László
- Gut-Keled Joakim: Tolnai Miklós
- Kőszegi Henrik: Kocsis György
- Kun Erzsébet: Ráckevei Anna
- Csört, kun főúr: Agárdy Gábor/Fülöp Zsigmond (szerepkettőzés)
- Arbuz: Botár Endre
- Törtel: Kalapács József[4]
- Gemenc: Bubik István
- Izabella királyné: Csomor Csilla
- Szent István király szelleme: Varga Miklós
- Attila fejedelem szelleme: Vikidál Gyula
- Ladomér bíboros: Mihály Pál
- Béla herceg: Bordás János
- Jákófi András: Presits Tamás
- Máter Anna: Bíró Szilvia
- Testőr: Baranyi Péter

#### A Nemzeti Színházban  fellépő szereposztás
A szereposztás pár szerepet kivéve megegyezik az eredetivel.
Változás a Szegedi Szabadtéri Játékok szerepeiben:
- Kézai Simon: Szakácsi Sándor
- Törtel: Bori Tamás
- Gemenc: Kovács Zoltán

### Alkotók
- Zeneszerző: Szörényi Levente
- Szövegíró: Szentmihályi Szabó Péter
- Dalszövegíró: Bródy János
- Rendező:  Iglódi István
- Koreográfus: Román Sándor
- Rendezőasszisztens: Zakar Ágnes,Hegedűs Zsuzsa
- Karmester: Fekete Mari
- Díszlet: Csikós Attila
- Jelmez: Rátkai Erzsébet
- Zenei szerkesztő: Németh Zoltán

Közreműködik a Szigligeti Színház táncegyüttese

## A mű kritikai visszhangja
"Széttöredezett, prózai, zenés-énekes, táncos illusztrációk egy történelmi meséhez – ezt a benyomást kelti A kiátkozott című darab."
(Sulyok Erzsébet, Délmagyarország, 1997. augusztus 25-ei száma)
"Kétségtelen, hogy világszemlélet, történelmi tájékozottság, zenei ízlés és lelki alkat kérdése is, hogy képese ráhangolódni a néző az olykor didaktikusnak ható produkcióra. Szerencsére a sokféleképp értelmezhető darab mai üzenetét mindenki saját gusztusa, világnézete szerint dekódolhatja . A kiátkozott egyfajta nép művelő színházi produkcióként valamit biztosan elért: reflektorfénybe állított egy, a közvélemény számár a szinte ismeretlen Árpád-házi királyt, s vele a feudális anarchia korszakát. Az előadás megtekintése és az ismeretterjesztő kiadványnak is beillő műsorfüzet átolvasása után a történelmi példázatból mindenki szabadon levonhatja magának a mára vonatkozó tanulságokat..." (Hollósi Zsolt, Délmagyarország, 1998. augusztus 25-ei száma)
"A kiátkozott című zenés történelmi játékban egész egyszerűen semmi se történik, időnként betévednek szereplők, és ének vagy próza útján közlik, hogy éppen melyik történelmi sorsforduló idejét éljük; vagy érzelmi, egy ízben kifejezetten egészségi állapotukról számolnak be. Igaz, még eközben sem feledkeznek meg a magyarság iránti aggodalmukról. [...] Történni azonban, a szó színpadi értelmében, nem történik semmi." (Rút Ernő,Magyar Narancs, 1997. augusztus 28.) 

## Érdekességek
1997-ben a Magyar Televízió egy 42 perces dokumentumfilmet készített Dörflinger László rendezésében, IV. (Kun) László nyomában címmel. A film célja az uralkodó bemutatása volt a történelmi dokumentumok alapján összehasonlítva az előadásban kölcsönzött részletekkel. Szörényi és Bródy mellett felbukkan még Hatházi Gábor régész és Zsoldos Attila történész.